# 오페어스
오페어스(Au Pairs)는 1978년 버밍엄에서 결성한 포스트펑크 밴드이다. 1983년 해체 전까지 두 장의 정규 음반과 세 장의 싱글을 발매했다. 밴드의 노래는 "현대의 성 정치학의 진부한 표현에 대한 경멸"을 담고 있다고 말하였으며, 갱 오브 포와 영 마블 자이언츠의 음악과 비교됐다. 밴드의 프론트우먼인 레슬리 우즈는 한때 "영국 록에서 가장 눈에 띄는 여성 중 한 명"으로도 불렸다.

## 역사
오페어스는 1978년 버밍엄에서 결성됐다. 첫 번째 정규 음반인 《Playing with a Different Sex》는 포스트펑크의 고전 중 하나로 간주되며, 〈It's Obvious〉와 〈We're So Cool〉과 같은 강하고도 냉소적인 노래는 젠더 관계에 대해 건조하게 바라보고 있다. "우리는 고문하지 않는다"(we don't torture)라는 후렴을 가진 〈Armagh〉는 북아일랜드 분쟁 중 아일랜드 단식투쟁에 대한 영국 정부의 대처를 비판하고 있다.
1980년, 밴드는 콘서트 영화 《Urgh! A Music War》에 출연했다.
밴드의 두 번째 음반인 《Sense and Sensuality》(1982)는 재즈, 솔 음악, 펑크, 디스코 등 더욱 넓은 음악 장르의 영향을 받았지만, 평가는 이전보다는 덜 호의적이었다. 1983년 베이시스트 제인 먼로가 밴드를 떠난 후 오페어스는 피아노와 신시사이저를 연주하는 닉 오코너를 영입했다. 이 시기 밴드는 제인 모리스(타악기 및 백 보컬), 그레이엄 해밀턴(트럼펫) 및 카라 티비(키보드)로 멤버를 보강했다. 이후 1983년 프로듀서 스티브 릴리와이트와 세 번째 음반을 녹음할 예정이었으나 해체됐다. 우즈는 "그 이상으로는 더 나아갈 수 없었다"고 말하며 자신과 다른 여성들이 음악을 하면서 받은 적대감과 폭력이 오페어스 해체의 요인이 됐다고 암시했다.
우즈는 1980년대 후반 달링스라는 여성 밴드를 결성했지만 이후 음악계를 떠났다. 현재는 레슬리 롱허스트우즈라는 이름으로 런던에서 변호사로 활동하고 있다. 기타리스트 폴 포드는 스튜어트 리치와 함께 《The Caged Guitarist》(2000)라는 기타 테크닉에 관한 책을 썼다. 베이스 연주자 제인 먼로는 아로마테라피, 반사요법, 인도식 머리 마사지 등 대체 테라피스트로 활동하고 있으며, 피트 해먼드는 버밍엄에서 음악가이자 타악기를 가르치고 있다.

## 평가
1981년 중반 가디언의 평론가 로빈 덴슬로는 밴드의 "현대의 삶과 사랑, 그리고 여성의 역할에 대한 매우 잘 관찰된 가사"를 호평했다. 같은해 미국 투어를 진행한 밴드의 공연을 리뷰한 로스앤젤레스 타임스의 리처드 크로믈린은 "공연장의 관중들이 수요일 밤 앙코르를 위해 오페어스를 무대로 계속 불렀을 때, 마치 그룹의 가수 레슬리 우즈에게 그녀의 밴드가 잘 해냈고 조금 긴장을 풀 수 있다고 말하려는 것 같았다"라고 언급했다.
뉴욕 타임스의 존 록웰은 "오페어스는 정치적인 가사, 거친 펑크 댄스 록, 적어도 처음에는 냉정한 보컬 스타일을 혼합해 갱 오브 포가 영 마블 자이언츠를 만난 듯한 음악을 선보였다"고 평했다. 음악 역사학자 길리언 G. 가는 2002년 책 《She's a Rebel: The History of Women in Rock and Roll》에서 밴드가 "성 정치학에 대한 솔직한 탐구의 일환으로 남성과 여성 음악가를 혁명적인 협업 방식으로 섞었다"라고 이야기했다.

## 디스코그래피
정규 음반
- Playing with a Different Sex (Human Records, HUMAN 1, 1981) (No. 33 UK)[11]
- Sense and Sensuality (Kamera Records, KAM 010, 1982) (No. 79 UK)[11]

싱글
- "You" / "Domestic Departure" / "Kerb Crawler" (021 Records, OTO 2, 1979)
- "It's Obvious" / "Diet" (021 Records, OTO 4, 1980) (No. 37 on the US Billboard Club Play Singles charts)
- "Inconvenience" / "Pretty Boys" (Human Records, HUM 8, 1981)
- "Inconvenience" / "Pretty Boys" / "Headache For Michelle" (remix) (Human Records, HUM 8/12, 1981)

라이브 및 컴필레이션 음반
- Live in Berlin (AKA Records, AKA6, 1982년 녹음, 1983년 발매)[12]
- Shocks to the System: The Very Best of the Au Pairs (Cherry Red, CDMRED161, 1999)
- Equal But Different - BBC Sessions 79-81 (RPM, RPM139)
- Stepping Out of Line: The Anthology (Castle Music, CMQDD1338, 2006년 5월 영국에서 발매)
- Equally Different. Live in Berlin, 1981, Suffragette Production SP 27 (부틀렉))

## 구성원
결성
- 레슬리 우즈 - 기타/보컬

- 폴 포드 - 기타/보컬
- 제인 먼로 - 베이스
- 피트 해먼드 - 드럼[12]

1983년
- 닉 오코너 - 베이스/키보드/백 보
- 그레이엄 해밀턴 - 트럼펫
- 제인 모리스 - 타악기/백 보컬
- 카라 티비 - 추가 키보드